# Lambach Elek
Lambach Elek (Kecskemét, 1758. április 28. – Bécs, 1815. január 23.) piarista áldozópap és tanár.

## Életrajz
Lambach József és Aller Anna fia. 1774-ben lépett a szerzetbe. Felsőbb tanulmányainak végeztével tanár volt 1776-tól 1778-ig Nagykárolyban; 1779-től 1780-ig ugyanott bölcselethallgató, 1781-től 1782-ig gimnáziumi tanár, 1783-tól 1785-ig teológiai hallgató Nyitrán, Budán és Egerben, 1786-tól 1788-ig tanár Tatán, 1789-től 1790-ig Pesten, 1791-től 1792-ig Veszprémben, 1794-től 1797-ig Selmecbányán. 1798-tól nevelő a báró Mitrovszky-családnál Bécsben, 1814-től a Bethlen gróf házánál. 1801-től a bécsi Theresianumban tanította a magyar nyelvet és irodalmat. Művei magyar és latin nyelvű alkalmi verseket és beszédek.
Nevét Lampachnak is írták.

## Munkái
1. Ode ad adm. reverend. patrem provincialem ordinis unnorum sancti Francisci conventualium provinciae Hungariae sanctae Elisabeth, & Transilvaniae partiumque adnexarum Adalbertum Szobek. Oblata dum e visitatione conventuum Szegedino Agriam adpulisset. Mense Februario, 1785. M.-Karolini.
2. Ode ad navim Bucentaurum comitis Theodori de Battyán. Pestini, 1790.
3. A magyar királyok és királyék koronáztatásoknak inneplése, melynek szokott szertartásait német nyelven leírta és közre bocsátotta Barits Adalbert, Magyarra fordította ... Uo. 1790.
4. Ode ad exc. comiten Franciscum de Zichy dum in provincia Veszprimiensi supremi comitis munus solemniter capesseret die 7. mensis Augusti 1792. oblata. Veszprimii.
5. Versek, mellyekkel a nemes Hont vármegyét gyűlése alkalmatosságával megtisztelte ... 1795.
6. Bevezető beszéd a Terezianumi nagyobb rendbéli magyar ifjusághoz, melyet az első magyar nyelvben való tanítás alkalmatosságával tartott. Bécs, 1801.
7. Ode ad ill. dnum Francisum Bedekovich de Komor, equitem auratum, dum status, et conferentiarum consiliarii dignitate ornaretur mense Januario, anno 1807. Uo. 1807. (Appendix ad Ephemerides Politico Statisticas No. 14.)
8. Lantos ének, melyet mélt. Bedekovich Ferencz úr ő nagyságának, status és konferencziák tanácsosa méltóságára lett fel emeltetésekor tiszteletül ajánlott boldog asszony hava 11. napján 1807. Uo.
9. A papi rendnek tiszteletet érdemlő tulajdonságai, melyekről, 1810. eszt., ... a midőn t. i. tiszt. Toméján Sándor ... áldozó papságának fél századját Tata városának öreg templomában, jeles öröm misével ünnepelné, bővebben szólott ... Uo.